# Carex pilosiuscula
Carex pilosiuscula är en halvgräsart som beskrevs av Christophos Jacoblewitsch Khristofor Yakovlevich Gobi. Carex pilosiuscula ingår i släktet starrar, och familjen halvgräs. Inga underarter finns listade i Catalogue of Life.